# Håvard Nordtveit
Håvard Nordtveit (født 21. juni 1990 i Vats, Norge) er en norsk fodboldspiller, der spiller som forsvarsspiller i Hoffenheim. Han har tidligere spillet for blandt andet Borussia Mönchengladbach.

## Klubkarriere
Efter at have spillet sin første sæson som seniorspiller i norske FK Haugesund, skiftede Nordtveit til Arsenal i sommeren 2007. Skiftet blev officielt den 11. juni, og han blev tilknyttet klubbens reserveholdstrup, hvor han desuden blev anfører.
For at give Nordtveit mere førsteholdserfaring valgte Arsenals manager Arsène Wenger i 2008 at udleje nordmanden til spanske UD Salamanca, hvor han dog heller ikke nåede mange kampe på højeste niveau. Han vendte tilbage til London-klubben den 29. oktober 2008, og blev igen tilknyttet reserveholdstruppen. Siden da har han også været udlejet til Lillestrøm SK i hjemlandet samt tyske 1. FC Nürnberg.

## Landshold
Nordtveit har spillet flere kampe for de norske ungdomslandshold, som han har repræsenteret på både U-16, U-17, U-18, U-19 og U-21-niveau. Han står (pr. april 2018) noteret for 38 kampe og to scoringer for A-landsholdet.